# Walter Unger (Politiker, 1909)

Walter Unger

Heinrich Walter Unger (* 9. Februar 1909 in Schwerin; † 4. Dezember 1999 in Bremen.) war ein deutscher Politiker (NSDAP).

## Leben
Unger war ein Sohn des Maurers Walther Unger und seiner Ehefrau Frieda Karoline Konstanze Unger, geb. Kempka. Nach dem Besuch der Volksschule und der Mittelschule erlernte Unger von 1924 bis 1927 die Landwirtschaft. 
Am 23. Juni 1927 trat Unger in die NSDAP ein (Mitgliedsnummer: 63.541) und wurde Mitglied der SA. In den Jahren 1928 bis 1933 war Unger in der Gauleitung des NSDAP-Gaues Mecklenburg-Lübeck tätig. Ab 1928 war er daneben Mitglied der Hitlerjugend und 1931 trat er auch in die SS ein (SS-Nummer 17.556).
Von April bis Oktober 1933 war er Abgeordneter im Landtag des Freistaates Mecklenburg-Schwerin.
Vom 1. Januar 1933 bis zum 1. Oktober 1934 stand Unger dem Oberbann Mecklenburg-Lübeck der Hitler-Jugend (HJ) als Führer vor. Anschließend gehörte er vom 1. November 1934 bis zum 1. November 1935 ein Jahr lang der 4. Kompanie des Infanterieregiments 26 (Flensburg) an. Danach wurde er Adjutant des Reichstatthalters von Mecklenburg. Hinzu kamen Aufgaben als Kreisleiter und als Gauinspekteur der NSDAP im Gau Mecklenburg.
Von März 1936 bis zum Ende der NS-Herrschaft im Frühjahr 1945 saß Unger als Abgeordneter für den Wahlkreis 35 (Mecklenburg) im nationalsozialistischen Reichstag.
Nach Beginn des Zweiten Weltkrieges leistete Unger von 1939 bis 1941 Militärdienst. Im Frankreichfeldzug 1940 wurde er schwer verwundet. Anschließend arbeitete er in der Partei-Kanzlei der NSDAP. Ab 1943 war er in Mecklenburg Gebietsführer der HJ.
Nach 1945 arbeitete er als Tankwart in Bremen.